# Gould (Arkansas)
Gould é uma cidade localizada no estado americano de Arkansas, no Condado de Lincoln.

## Demografia
Segundo o censo americano de 2000, a sua população era de 1305 habitantes.
Em 2006, foi estimada uma população de 1187, um decréscimo de 118 (-9.0%).

## Geografia
De acordo com o United States Census Bureau, a localidade tem uma área de 4,0 km², sem área coberta por água. Gould localiza-se a aproximadamente 52 m acima do nível do mar.

## Localidades na vizinhança
O diagrama seguinte representa as localidades num raio de 32 km ao redor de Gould.